# Roelof Kiers
Roelof Kiers (Dwingeloo, 1938 – 26 juni 1994) was een Nederlands televisiemaker en omroep-directeur bij de VPRO. Hij was de eerste Nederlander die in de Volksrepubliek China mocht filmen, en was in de jaren negentig de drijvende kracht achter VPRO Digitaal, de eerste digitale afdeling van een Nederlandse omroep.

## Loopbaan
Kiers begon zijn carrière als onderwijzer en kwam op 28-jarige leeftijd bij de AVRO-televisie, bij het auto-programma 'Wereld op Wielen'. Hij maakte onder andere voor AVRO's Televizier een reportage over de rassenrellen in Detroit (juli 1967), en maakte interviews met onder anderen politici Hendrik Koekoek, VVD-fractievoorzitter Molly Geertsema, Pieter Jongeling (GPV), en met de scheepsbouwer Cornelis Verolme. Kiers was beïnvloed door Ed van der Elsken die vanachter de camera de dialoog aanging met zijn onderwerp, en schroomde niet om met zijn onderwerp in discussie te gaan, wat ten slotte tot zijn vertrek bij de AVRO leidde. Vanaf eind jaren 1960 zette hij zijn carrière voort bij de VPRO waar de vrijzinnig-protestantse dominees na een coup plaats hadden moeten maken voor vertegenwoordigers van de flowerpowergeneratie. Kiers speelde een interviewer in de film De minder gelukkige terugkeer van Joszef Katus naar het land van Rembrandt (1966), het speelfilmdebuut van Wim Verstappen. Hij schreef in 1969 samen met beeldend kunstenaar Theo Kley de televisie-opera Moeder wat is er mis met deze planeet.
In de jaren 1970 werkte Kiers mee aan het popprogramma Piknik. Zo maakte hij in 1971 een documentaire over Frank Zappa, en was hij in datzelfde jaar de eerste Nederlander die mocht filmen in de Volksrepubliek China, wat de documentaire China op het eerste gezicht opleverde. Ook maakte Kiers samen met Hans Keller het programma Machiavelli.
In 1976 interviewde hij voor de documentaire Indonesia Merdeka de Indonesische politicus Mohammed Hatta in het Nederlands. Het zou het enige televisie-interview blijven dat Hatta heeft gegeven. Later maakte hij nog het interviewprogramma Bomen, samen met Cherry Duyns.
In 1980 begon Kiers aan het vierwekelijkse programma Himalaya over internationale politiek en cultuur. In 1983 werd hij echter van programmamaker bestuurder, toen hij Arie Kleijwegt opvolgde als directeur-televisie. De VPRO was op dat moment een C-omroep, maar wist mede dankzij Kiers in 1992 de A-status te bereiken. In 1989 keerde Kiers naar China terug voor een nieuwe documentaire over dat land: China volgens Diogenes.
Kiers overleed in 1994 op 56-jarige leeftijd. Cherry Duyns maakte later dat jaar een documentaire over hem, getiteld De maker (1994)